# مصنع الجعة

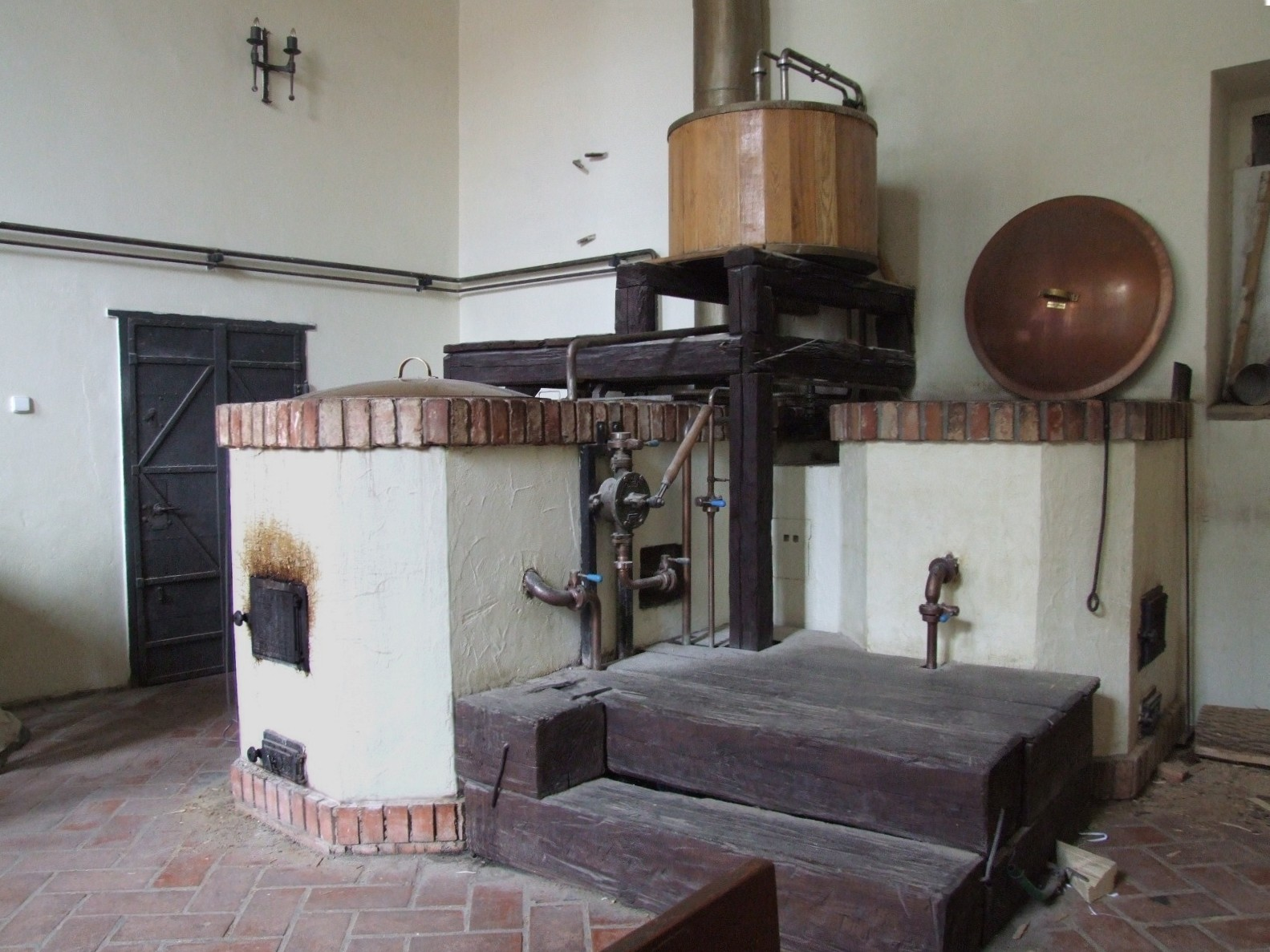
معدات صناعة جعة تعود إلى القرن التاسع عشر.

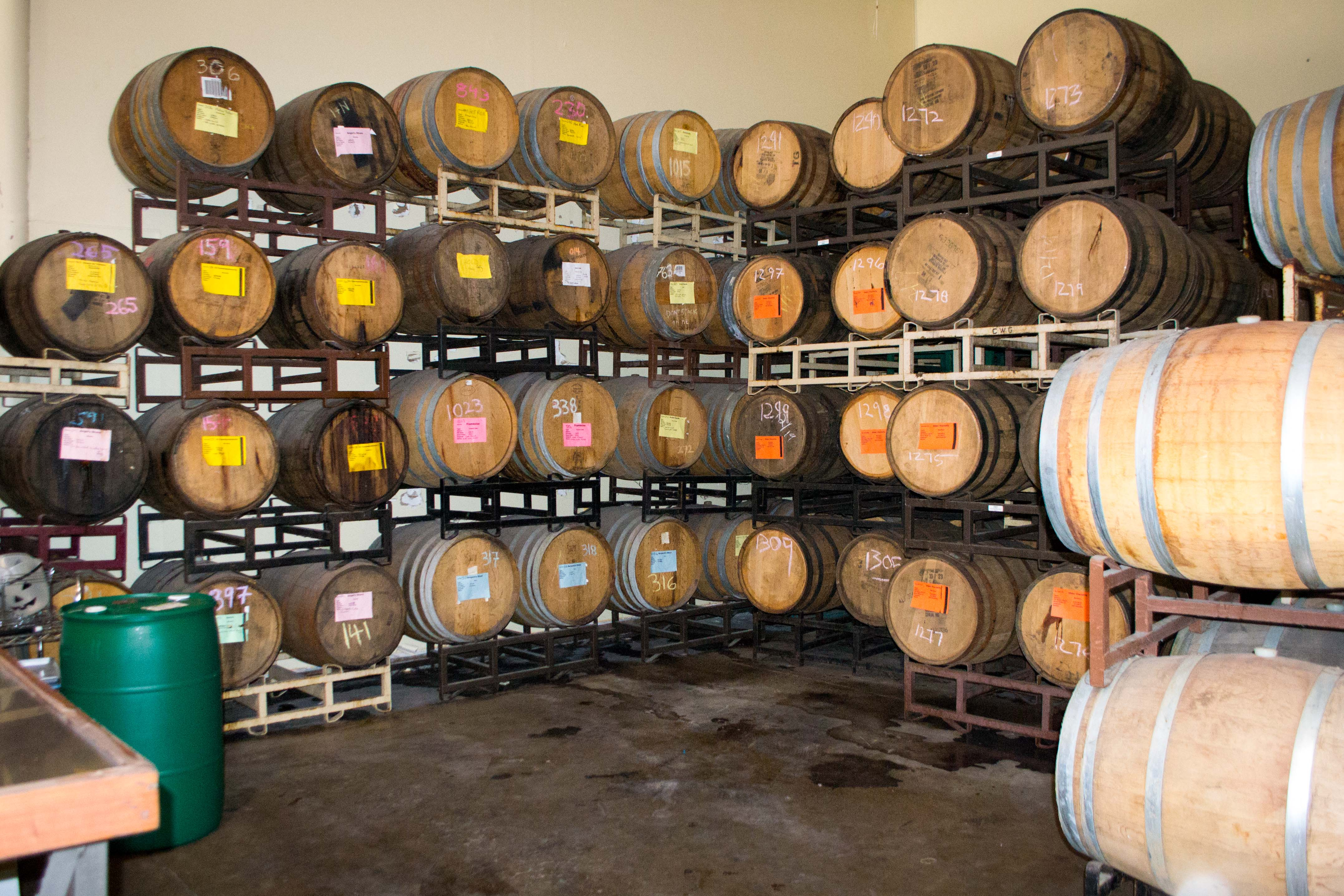
مخازن حفظ الجعة.

مصنع الجعة هو معمل معدٌّ خصيصاً لصناعة الجعة، وقد وجدت هذه المصانع لفترة مع أنَّ المكان الغالب لصناعة الجعة على مدى التاريخ كان المنازل. يختلف حجم مصانع الجعة حسب عملية الإعداد وكمِّيته، لذا يمكن أن يتفاوت الاعتماد على الآلات الأوتومتيكية كثيراً حسب نوع الجعة المطلوب وطريقة إنتاجه. عادة ما ينفصل المصنع إلى أجزاءٍ مختلفة، يتخصَّص كل منها بإحدى مراحل عملية صناعة الجعة.

## التاريخ
يعتقد أن أقدم مصنع جعة لا زال نشطاً في العالم هو مصنع ويهينستفين (Weihenstephan) التابع للحكومة الألمانية في مدينة فريزنغ بولاية بافاريا، حيث يمكن تقصي تاريخها حتى سنة 1040م. رغم ذلك، فإنَّ تاريخ إنشائها جدلي قليلاً، حيث يدعي مصنع دير ولتنبرغ المجاور أنَّ تاريخه هو الآخر يرجع إلى سنة 1050م. كما ويزعم مصنع زاتك في بلجيكا أنَّ لديه وثيقة تثبت دفعه ضريبة جعةٍ في سنة 1004م.

### أتمتة المصانع
يمكن أن ترجع صناعة الجعة بأقدم أشكالها إلى سنة 5000 عام مضت في بلاد الرافدين، حيث تحكي بعض الوثائق والكتابات الباقية عن توزيع حصص العاملين في صناعة الخبز والجعة. في البداية، كان الدارج هو صناعة الجعة في المنزل، حيث كان عملاً تتولاَّه النساء بالمقام الأول، وكان يعتبر عمل النساء في ذلك الحين هو «صناعة الخبز والجعة». لم تظهر معامل صنع الجعة المستقلَّة وتزدهر حتى بدأت المؤسسات الدينية من الأديرة والكنائس بإنشائها، وذلك لتغطية حاجاتها من الجعة، إضافةً لبيعها للناس لكسب أرباحٍ إضافية. مع الوقت، بدأت المصانع بالظهور، وهنا أصبحت صناعة الجعة مهمة للرجال عوضاً عن النساء.
كانت الحالة السائدة بين معظم مصانع الجعة الأولى هي أن تُبنَى على عدة طوابق، حيث تبدأ العملية من الطوابق العليا، وكلَّما انتهت مرحلة، يتم نقل الجعة إلى الطابق الأدنى اعتماداً على قوة الجاذبية. لا زال يتم استعمال هذا الأسلوب في بعض المصانع إلى اليوم، إلا أنَّه مع تطور الآلات الحديثة، لم يعد أسلوباً ضرورياً كثيراً.
في غالب الأحوال، كان يستعمل وعاء نحاسيٌّ ضخم ليكون «بيت الجعة»، فيما يتم التخمير والتعبئة بأوعية خشبية متراصَّة. ظلَّت هذه النمطية من المصانع منتشرةً حتى الثورة الصناعية، عندما أصبح من الممكن اللجوء إلى مواد أفضل وأكثر جودة، وأدى التقدم العلمي إلى تطوير عملية الصناعة. حالياً، تصنع جميع أدوات صناعة الجعة تقريباً من الفولاذ المقاوم للصدأ.